# Słajsino
Słajsino – wieś sołecka w Polsce położona w województwie zachodniopomorskim, w powiecie goleniowskim, w gminie Nowogard.

## Położenie
W latach 1975–1998 miejscowość administracyjnie należała do województwa szczecińskiego. Wieś leży w odległości 11 km od Nowogardu przy drodze wojewódzkiej w woj. zachodniopomorskim.

### Atrakcje turystyczne
- zabytkowy kościół pw. MB Królowej Polski z 1737 roku , gruntownie wyremontowany (1997–1998),  (nr rej. 1158 z 15 października 1990 r.)

Opis zabytku - zabudowa ryglowa, salowy bez wyodrębnionego prezbiterium zamknięty prostokątnie, wieża drewniana od frontu, wolnostojąca, połączona z nawą łącznikiem, zwieńczona dachem namiotowym.
- park dworski z II poł. XIX wieku